# منبع شهد

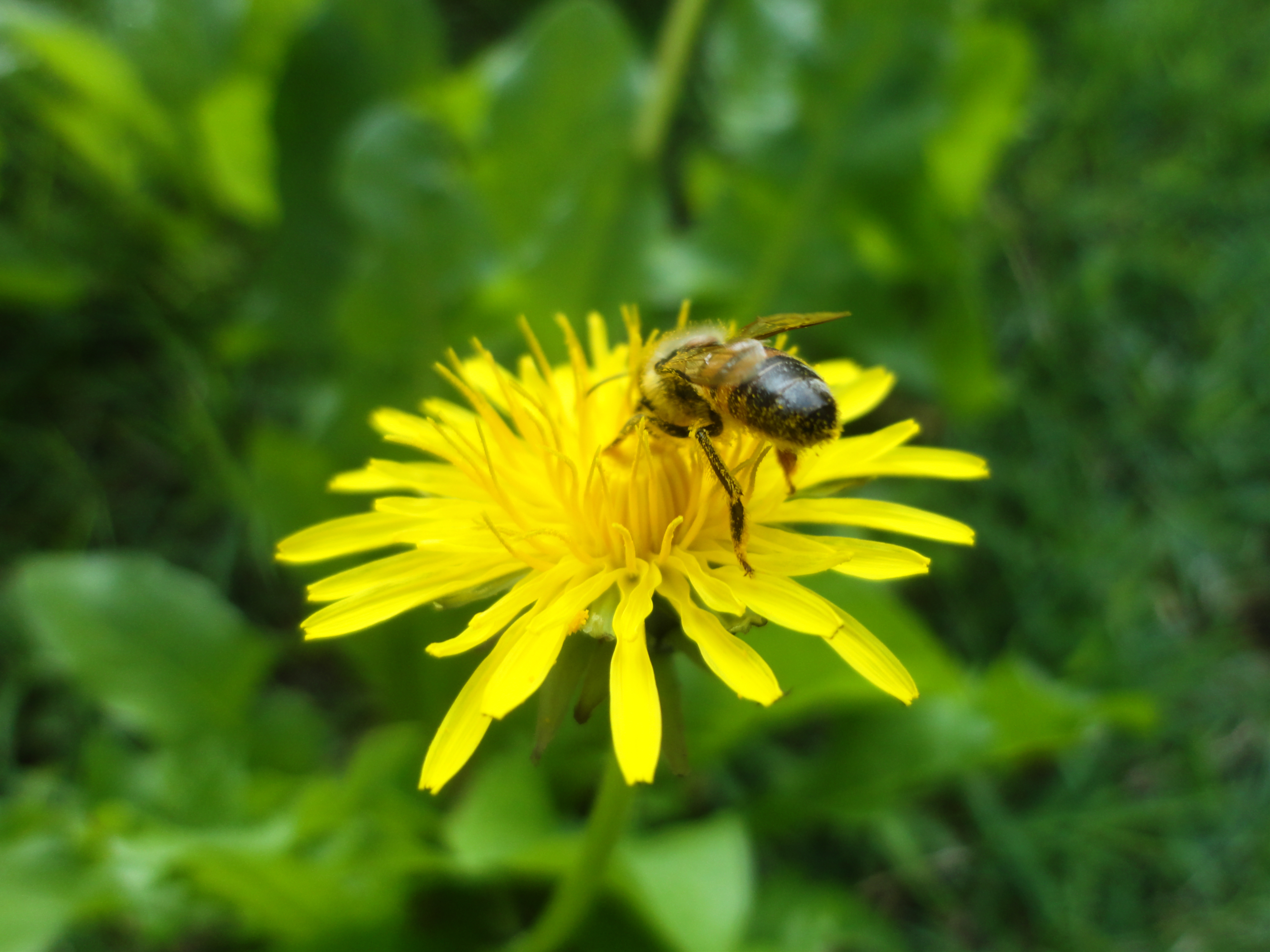
یک زنبور عسل اروپایی در حال گرده‌افشانی قاصدک

منبع شهد (به انگلیسی: Nectar source) یک گیاه گلدار است که به عنوان بخشی از راهبرد تولیدمثلی خود شهد تولید می‌کند. این گیاهان شهد می‌سازند تا حشرات گرده‌افشان و گاهی جانوران دیگر مانند پرندگان را جذب می‌کند.
گیاهان منبع شهد برای زنبورداری و همچنین در کشاورزی و باغداری مهم هستند. استفاده از آنها به ویژه برای کشاورزی ارگانیک و باغبانی ارگانیک مهم است، جایی که آنها نه تنها برای جذب گرده‌افشان برای محصولات کشاورزی خدمت می‌کنند، بلکه زیستگاهی برای حشرات مفید و دیگر جانورانی که آفات را کنترل می‌کنند نیز فراهم می‌کنند.
در باغ‌ها، منبع شهد اغلب برای جذب پروانه‌ها و مرغ‌های مگس فراهم می‌شود.

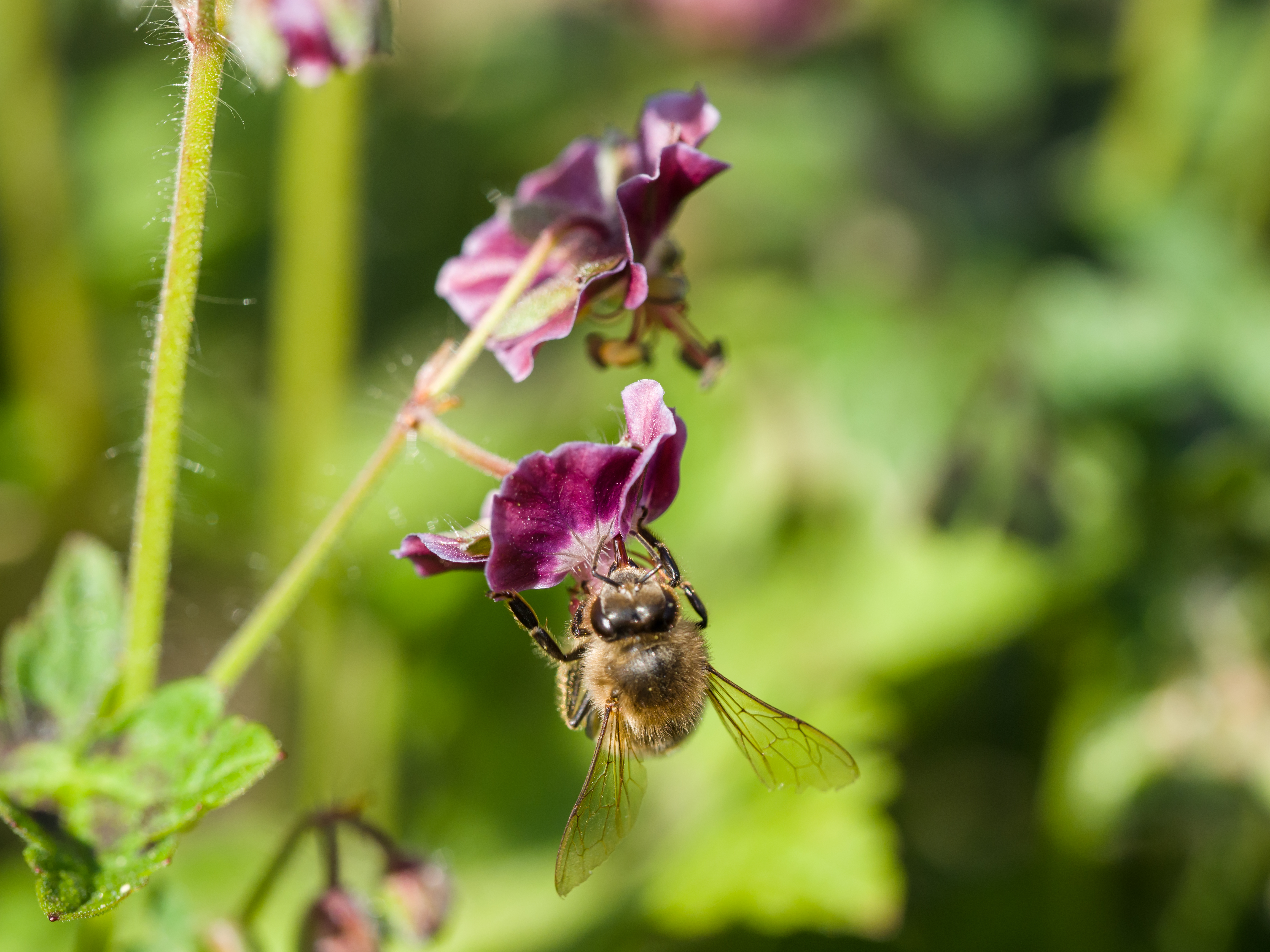
زنبور عسل در حال فراهم کردن شهد

در باغداری ارگانیک و کشاورزی ارگانیک، منابع شهد برای جذب و حفظ جمعیت حشرات مفید نگهداری می‌شود. حشراتی مانند زنبورهای شکارگر، مگس‌های گلزار و بال‌توری‌ها در بزرگسالی از شهد تغذیه می‌کنند، در حالی که شکل لاروی آنها شکارگر است و از آفات باغ تغذیه می‌کند.

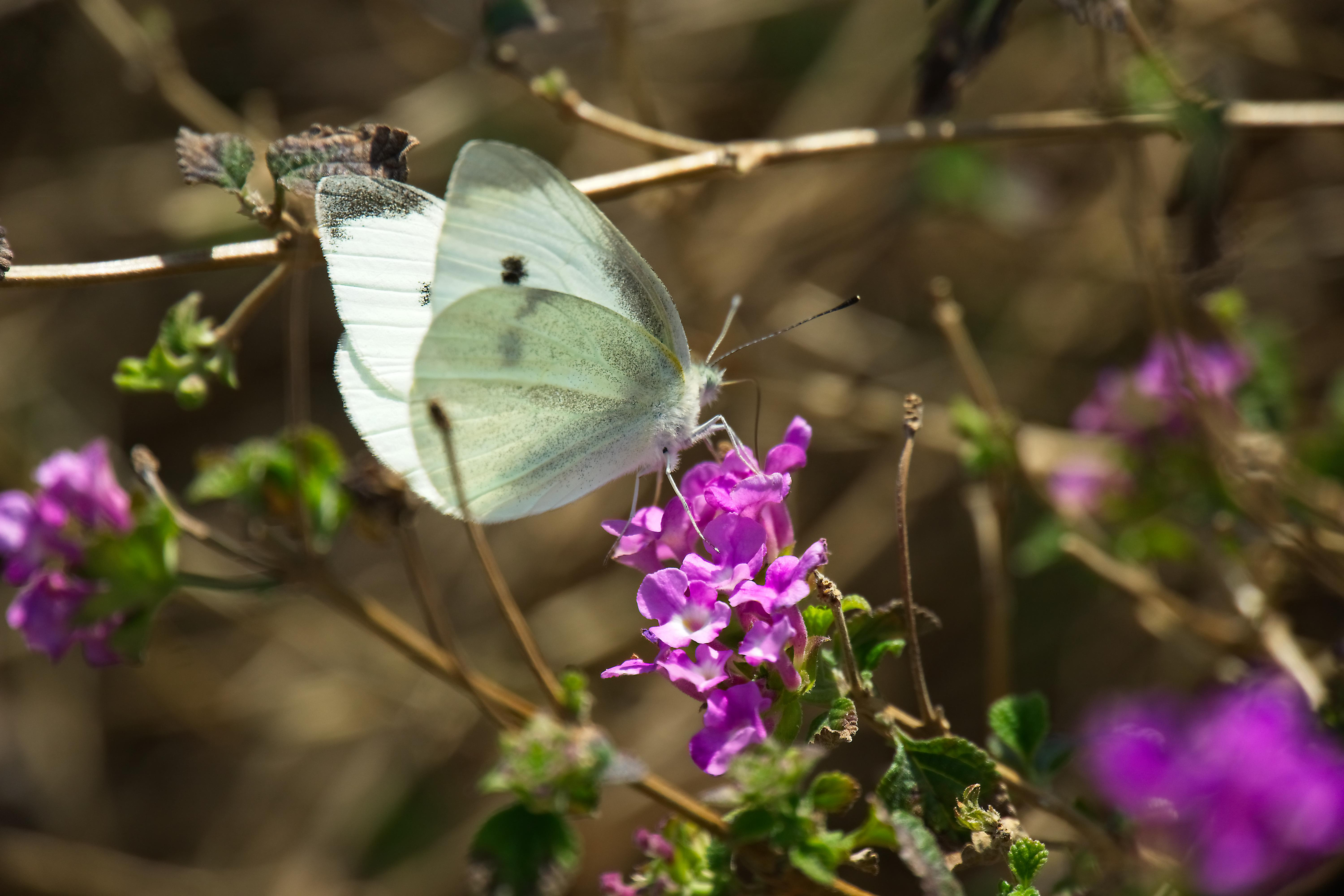
پروانه‌ها در حال فراهم کردن شهد

مرغ مگس‌ها با استفاده از نوک دراز و سیفونی خود از گل‌های لوله‌ای تغذیه می‌کنند. بسیاری از گیاهان خانواده نعناع، Lamiaceae، برای جذب مرغ مگس استفاده می‌شوند.